# Hans Ament
Pour les articles homonymes, voir Ament (homonymie).
Hans Max Ament (15 février 1934, Vienne, Autriche - 4 juin 1944) est un des 44 enfants d'Izieu arrêtés lors de la Rafle du 6 avril 1944, déportés et assassinés à Auschwitz. Sa famille avait reçu en mars 1940 un visa pour les États-Unis mais attendit en vain des places sur un bateau pour fuir la Shoah. Il meurt à l'âge de 10 ans.

## Biographie

### Vienne (Autriche)
Hans Ament est né le 15 février 1934 à Vienne, en Autriche,.
Son père, Max Ament, est né le 28 juin 1895, à Sanok, en Pologne. Sa mère est Ernestina(Ernestine) Ament, née en Hongrie.
Le père est un fabricant à Vienne, en Autriche.
Il a un frère aîné, Alfred Ament. né le 15 septembre 1927, à Vienne, en Autriche.
Le grand frère lui apprend à se servir de sa bicyclette.

### Belgique
Hans Ament a 4 ans quand les Allemands annexent l'Autriche. En décembre 1938 ou au début 1939, la famille se réfugie à Anvers. en Belgique, et fait une application pour des visas pour les États-Unis. Ils reçoivent ces documents en mars 1940, mais sont en attente pour un bateau qui puisse les emmener en Amérique.
Il va à l'école et apprend vite le flamand.

### France

#### 1940
En mai 1940, les Allemands envahissent la Belgique.
La famille Ament arrive à Paris au printemps 1940.
Le père de Hans Ament, qui possède un passeport allemand, est arrêté et envoyé au camp de Rivesaltes.

#### 1941
Au printemps de 1941, la mère de Hans Ament vend la collection de timbres de son fils aîné pour pouvoir se nourrir. Elle vend, plus tard, sa bague de fiançailles.
Lorsque la famille reçoit l'ordre de se rapporter pour la déportation dans un "camp de resettlement", ils fuient vers Marseille, alors en zone libre.
Ernestina Ament avait choisi d'aller à Marseille avec ses enfants dans l'espoir de retrouver son mari. Max Ament avait demandé un transfert au Camp des Milles, près d'Aix-en-Provence. Il reçoit l'autorisation d'aller les rencontrer à la gare puis retourne au camp.
À Marseille, Hans va à l'école publique et apprend le Français.

#### 1942
En 1942, Ernestine Ament est atteinte de la tuberculose.

#### 1943
Au début de 1943, son père, est transféré du camp des Milles vers le camp de Drancy.
Max Ament est déporté par le convoi no 50, en date du 4 mars 1943, du camp de Drancy vers Sobibor ou Maidanek.
Hans est envoyé à la Maison d'Izieu. Son frère est placé dans une maison pour adolescents.
Hans Ament arrive à Izieu, le 21 septembre 1943.

#### 1944
Sa mère est hospitalisée le 23 mars 1944 au sanatorium l'Espérance à Hauteville-Lompnes dans l’Ain.
Âgé de 10 ans,il est arrêté avec les autres enfants d'Izieu, dans la Rafle du 6 avril 1944.
Il est déporté par le convoi no 75, en date du 30 mai 1944, du camp de Drancy vers Auschwitz.
Il est assassiné le 4 juin 1944 à Auschwitz.
Sa mère est morte à Hauteville, Ain, le 7 août 1944. Elle était dans la section prison de l'hôpital, car elle était juive.
Son frère, Alfred Ament, est emmené en Suisse, en mars 1944
, clandestinement, par l'Œuvre de secours aux enfants.

### Après la guerre
Alfred Ament survit à la Shoah et immigre, après la guerre, aux États-Unis. Il devient un témoin de la Shoah.

## Lettre à sa mère
Il existe une lettre, accompagnée de son dessin en couleur, de Hans Ament à sa mère, Ernestina Ament, souffrant de la tuberculose, et confinée au sanatorium L'Espérance de Hauteville (Ain), près d'Izieu,,.
Le texte de la lettre suit, avec l'orthographe inchangée :

« Chère maman,

J'ai reçu ta lettre qui me fait plaisir et je

te remercie je ne t'ai pas écrit parceque je n'avais

pas de carte mais un garçon m'en a donné

ici il neige presque plus.

esque tu est presque

guéris et si est bien la-bat.

je mange bien et

je suis en bonne santé. esqu'il fait froid chez toi

et écrit moi si il neige, quand il y avait beaucoup

de neige ici on allait faire de la luge

à des pente. on s'amusait très bien. écrit à fredy

qu'il doit pas m'écrire en allemang. a la

colonie il y a un beau chien nome Tomi

l'école est dans la maison il y à une maitresse

expès pour faire l'école. elle nous apprend

bien. a cote de la maison il y a une ferme

avec quatre chien. je t'embrasse 100000000

fois bien fort ton fils jeannot qui pense

toujours à toi

jeannot »